# Lago Cauldron
El Lago Cauldron (en inglés: Cauldron Pool) es un lago de agua caliente y salada localizado en el este de Bahía Remolque y debajo de las pendientes oeste del Cerro Lucifer, en el noroeste de la Isla Candelaria, Islas Sandwich del Sur. El nombre fue aplicado por el Comité de Topónimos Antárticos del Reino Unido en 1971.